# Caught a Lite Sneeze
Caught a Lite Sneeze è un singolo della cantautrice statunitense Tori Amos, pubblicato nel 1996 ed estratto dall'album Boys for Pele.

## Tracce
- CD (UK; Versione 1)

1. Caught a Lite Sneeze - 4:24
2. This Old Man - 1:44
3. Hungarian Wedding Song - 1:00
4. Toodles Mr. Jim - 3:09
5. Caught a Lite Sneeze (video) - 4:26

- CD (UK; Versione 2)

1. Caught a Lite Sneeze - 4:24
2. London Girls - 3:20
3. That's What I Like Mick (The Sandwich Song) - 2:59
4. Samurai - 3:03

## Cover
Il musicista Aurelio Voltaire ha pubblicato il brano come cover nell'album Boo Hoo (2002), mentre il gruppo Evans Blue lo ha inciso nell'album The Pursuit Begins When This Portrayal of Life Ends (2007).